# 4-hydroxy-4-methylpentan-2-on
4-hydroxy-4-methylpentan-2-on of diacetonalcohol is een organische verbinding met als brutoformule C6H12O2. Het is een vloeistof die wordt gebruikt als industrieel oplosmiddel of als tussenproduct in de synthese van andere verbindingen.

## Synthese
4-hydroxy-4-methylpentan-2-on wordt bereid door de aldol-condensatie van twee moleculen aceton. De katalysator is een base (bariumhydroxide of actief alumina). Onderstaand proces stelt de synthese van methylisobutylketon (MIBK) voor. De eerste stap betreft de bereiding van 4-hydroxy-4-methylpentan-2-on:
Dehydratie van 4-hydroxy-4-methylpentan-2-on geeft het onverzadigde keton mesityloxide, dat verder kan omgezet worden tot het industrieel oplosmiddel methylisobutylketon door hydrogenering.
Door de hydrogenering van de ketongroep van diacetonalcohol verkrijgt men het diol hexyleenglycol.